# سكيف أت ج م
سكيف أت ج م، (بالأوكرانية: СКІФ) (بالإنجليزية: Skif-ATGM)‏ اسمه الرسمي أوكرانيي
(СКІФ)

، هو صاروخ موجه مضاد للدروع أوكرانيا الصنع، موجه ومصوّب بأشعة ليزر وبشكل نصف أوتوماتيكي، بحيث يصوّب الرامي الصاروخ نحو الهدف ويوجه علامة تصويب الصاروخ حتى الإصابة. كما يمكنه ضرب الطائرات ذات العلو المنخفض وخاصة الطائرات المروحية.

## الوصف
المنضومة الصاروخية سكيف تم تصميمها وتصنيعها من قبل شركة (Luch)، وسكيف بإمكانه تدمير مجموعة واسعة من الأهداف المدرعة الحديثة، ثابتة أو متحركة، بما في ذلك الدروع الإضافية المتجانسة أو المتفجرة، وحتى المواقع المحصنة وطائرات الهليكوبتر، المنضومة تشتغل على مبدأ التوجيه بالليزر، بعد معايرة الهدف بمنظار رقمي عالي المدى. الرامي يمكنه توجيه القديفة من المنصة أو من شاشة مربوطة بالمنصة عن طارق كابل، لديها القدرة على اتخاذ نوعين من الصواريخ و 130 و 152mm مع مدى يصل إلى خمس كيلومترات ونصف.
تجهيز نظام الصاروخ عيار 130 ملم و 152 ملم في جوفاء النقل إطلاق حاويات جنبا إلى جنب (RC-2C، 2M LCD-K) وشديدة الانفجار (LCD 2OF LCD من 2M) الرؤوس الحربية
وتصاعدت تعديل الأساسي ATRA «سكيف» على قاذفة ترايبود، حاويات النقل الإطلاق [رو] إلى R-2 جهاز تأشير PN-C وجهاز التحكم عن بعد التي يمكن أن تطلق من مسافة 50 مترا، وبترك يستخدم صاروخ R-2، موحدة مع «حاجز» بترك. طول الصاروخ هو 1270 ملم، وطول الحاوية وراء الصاروخ - 1360 ملم، عيار الصواريخ - 130 ملم، الوزن - 16 كجم.

## التطوير

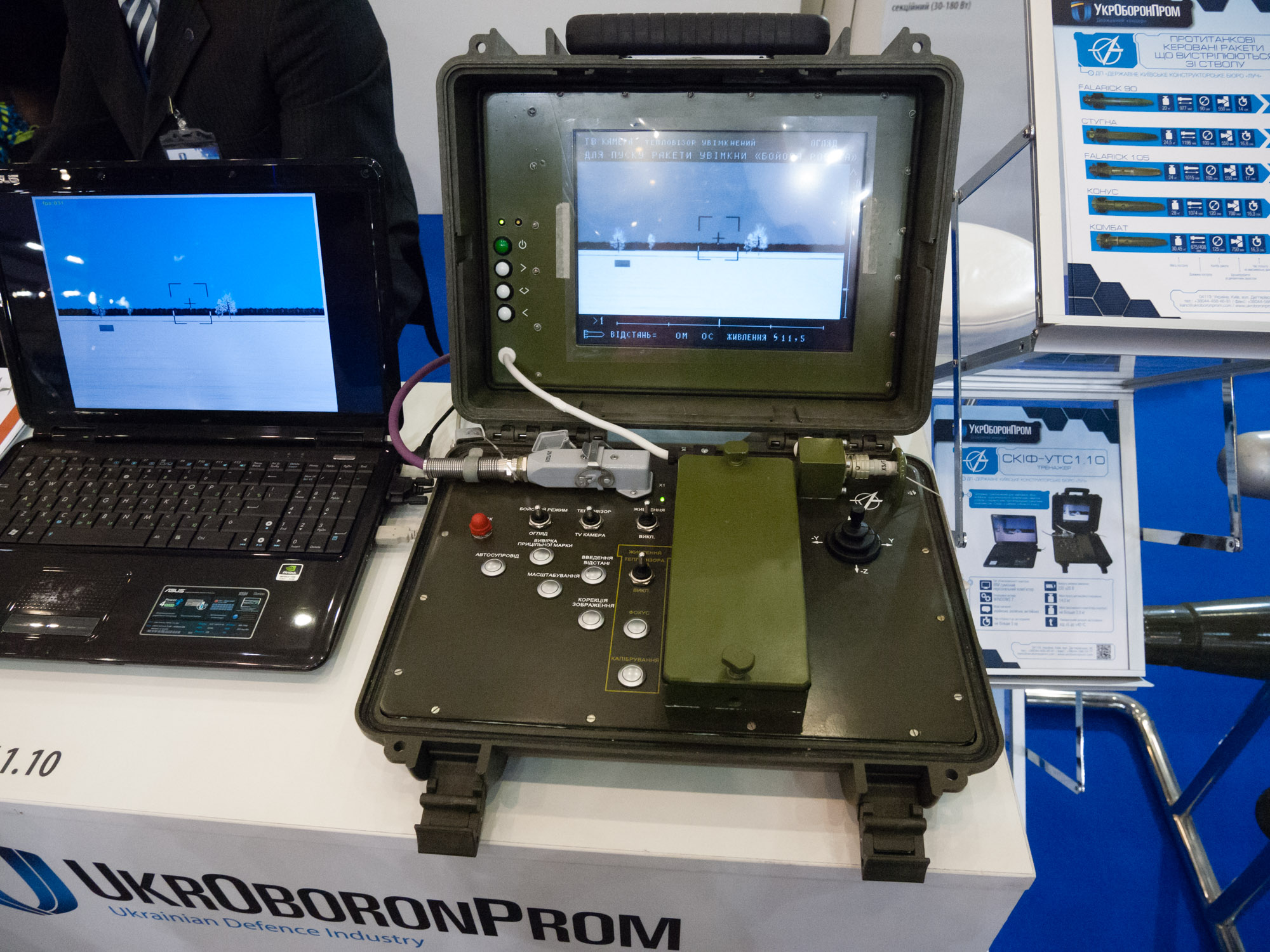
جهاز تحكم على الصاروخ

«سكيف» التعديل الأساسي الذي قدم في المعرض في فبراير 2005
«سكيف-D» وضعت على منصة لاطلاق ترايبود، حاوية صواريخ جهاز (P2) مشيرا (PN-C) وجهاز التحكم عن بعد الذي يسمح للمشغل لأداء بداية من مسافة 50 مترا
«سكيف- M» بترك، ومجهزة تصوير الحراري البيلاروسي، (ATRA) مستقل محاكاة «سكيف»، التي وضعتها الشركة البيلاروسية "TSNIP" لأول مرة في عام 2013 في معرض الأسلحة آيدكس 2013، يهدف إلى تدريب الحسابات «سكيف».
"Stugna-P" وهو الخيار من قبل القوات المسلحة لأوكرانيا المعتمدة، على عكس (ATRA) «سكيف»، وهو مجهز مع جهاز توجيه الإنتاج (PN-C) مينسك (OAO) "Peleng" ATRA "Stugna-P" جهاز تأشير مجهزة (PN) الأوكرانية والتنمية.

## مشغلي
- بيلاروس
- أوكرانيا
- أذربيجان اعتمدت في عام 2010.
- الجزائر، في صيف عام 2016، وقعت عقدا لاقتناء المنظومة الصاروخية[2]
- جورجيا